# Opération Vendetta
Pour les articles homonymes, voir Vendetta (homonymie).
L'opération Vendetta est une opération de tromperie Alliée pendant la Seconde Guerre mondiale visant à faire croire aux Allemands à un débarquement de la 7e armée américaine sur la côte du Languedoc, entre Sète et Narbonne. Ce fut l'une des nombreuses opérations Alliées visant à dissimuler leurs intentions réelles pour les débarquements en Europe (opération Bodyguard).
Vendetta fut lancée à partir du 10 mai 1944. 8 fausses divisions furent créées (dans les faits, il n'en existait que 4, 3 françaises et 1 américaine). Le quartier général de la 7e armée se trouvant à Alger, le commandement allié misait sur le fait que cette ville comptait de nombreux espions de l'Axe. Le succès de l'opération est encore discuté. Si des divisions allemandes furent bien maintenues dans le sud de la France voire pour certaines renforcées, les Allemands semblent avoir jugé irréaliste un débarquement allié sur la côte du Languedoc.  